# Fresc dels antílops
El Fresc dels antílops és un mural que adornava la paret oest de l'habitació B1 de l'edifici B de l'assentament prehistòric d'Akrotiri, a l'illa de Santorí (antiga Théra). Data del segle XVI abans de la nostra era, i es conserva en el Museu Arqueològic Nacional d'Atenes.

## Història
Els frescos provenen del jaciment minoic d'Akrotiri (en grec: Ακρωτήρι, pronunciat en grec: [akroˈtiri]) en la volcànica illa ciclàdica de Santorí (Thera o Tera).
L'assentament fou destruït durant una violenta erupció volcànica coneguda com a Erupció minoica, que va succeir en algun moment del segle xvi ae. L'erupció volcànica causà un canvi climàtic a la Mediterrània oriental i possiblement en tot el planeta. Amb un volum de roca equivalent a 60 km³, fou una de les majors erupcions volcàniques sobre la Terra en els darrers milers d'anys. L'adjectiu es refereix a la Civilització minoica, que dominava aquesta part de la Mediterrània des de l'illa de Creta en el moment de l'erupció. Per a alguns autors l'explosió prehistòrica de Tera-Santorí va poder donar origen a mites com el de l'Atlàntida. Alguns autors l'assenyalen com la causa de les plagues d'Egipte relatades en la Bíblia.
Una gruixuda capa de pumicita i cendra volcànica va cobrir l'illa i conservà gran part de l'antiga civilització durant milers d'anys. Com a resultat, algunes peces d'art minoic, sobretot frescos, es preservaren com a fragments en els enderrocs i els arqueòlegs els han tornat a muntar. Aquests frescos proporcionen una visió inavaluable de la vida quotidiana d'aquella època. Les excavacions arqueològiques més importants en el jaciment d'Akrotiri començaren al 1967 sota la direcció de Spirídon Marinatos.

## Descripció
El fresc fa 2,75 m d'alt i 2 m d'ample. La cambra on es va trobar estava decorada amb un total de 6 antílops: a més dels dos que formen part del Fresc dels antílops hi havia altres dos al mur est i dos més al nord (un a cada costat de la finestra), mentre que a la paret sud n'hi havia l'anomenat Fresc dels boxadors.
Els antílops pintats han estat identificats com a pertanyents a l'espècie Oryx beisa i només estan representats amb el contorn, amb línies negres fortes, a vegades més gruixudes, a vegades més primes i a voltes també duplicades. Als caps se n'emprà també el color roig per a mostrar-ne els detalls. La precisió del dibuix indica que aquests animals havien de viure a l'illa abans de l'erupció minoica. El fons n'és blanc i roig, probablement representant la terra i el cel. A la part superior de la paret hi havia una àrea blanca amb una branca d'heura vermella i fulles d'heura blaves i verdes. Un cinyell negre recorria la part inferior de la paret.